# Orconectes palmeri
Orconectes palmeri är en kräftdjursart som först beskrevs av Faxon 1884.  Orconectes palmeri ingår i släktet Orconectes och familjen Cambaridae. IUCN kategoriserar arten globalt som livskraftig.

## Underarter
Arten delas in i följande underarter:
- O. p. creolanus
- O. p. longimanus
- O. p. palmeri